# Бункобон
Бункобон (яп. 文庫本 бункобон) — японский термин, обозначающий малоформатные книги в мягкой обложке, более доступные и портативные, чем обычные книги. Подавляющее большинство бункобонов имеют стандартный размер А6. Иногда бункобоны иллюстрированы и снабжены суперобложкой (как и большинство других книг, выпускаемых в Японии).
Цель выпуска книг в таком формате аналогична целям выпуска таких книг в странах Запада: снижение себестоимости книг, которые уже издавались в твёрдом переплёте. Однако, как правило, бункобоны печатаются на более качественной бумаге, а переплёт более долговечен (в сравнении с аналогичной продукцией иных стран, где переплёт книг в мягкой обложке часто выдерживает максимум 2-3 прочтения).
Некоторые работы японских писателей предназначены для публикации в таком формате изначально.
Следует различать бункобон и бункобан (яп. 文庫版) — малоформатное издание манги.

## Происхождение термина
В конце периода Мэйдзи в Японии было опубликовано большое количество малоформатных книг в мягкой обложке, объединённых общим названием серий: Shūchin Meicho Bunko (яп. 袖珍名著文庫) в 50 томах (1903 год), Shūchin Bunko (яп. 袖珍文庫) в 80 томах (1910 год), Tachikawa Bunko (яп. 立川文庫) в 200 томах (1911 год). Из-за наличия в названиях этих изданий слова bunko (библиотека) за подобными книгами утвердился общий термин bunkobon (библиотечная книга), позднее ставший синонимом для всех карманных изданий в мягкой обложке.